# Parapsyche aureocephala
Parapsyche aureocephala là một loài Trichoptera trong họ Hydropsychidae. Chúng phân bố ở miền Cổ bắc.